# Unterengstringen

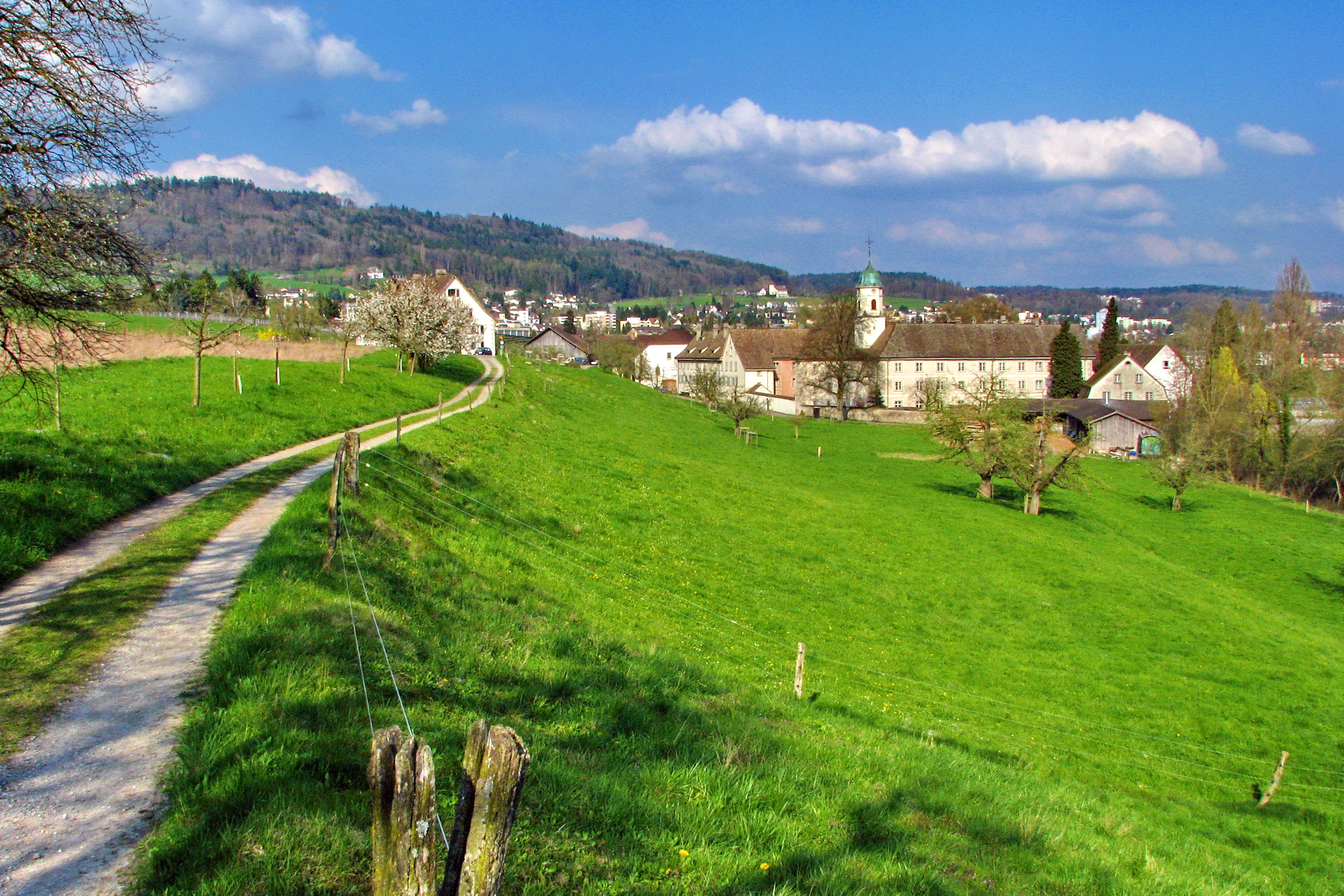
Unterengstringen

Unterengstringen là một đô thị trong huyện Dietikon trong bang của Zurich ở Thụy Sĩ.